# Macbeth (film, 1909, Calmettes)
Pour les articles homonymes, voir Macbeth.
Pour plus de détails, voir Fiche technique et Distribution.
Macbeth est un film français muet réalisé par André Calmettes en 1909.

## Fiche technique
- Titre original : Macbeth
- Pays d'origine :  France
- Année : 1909
- Réalisation : André Calmettes
- Scénario : Michel Carré (adaptation)
- Histoire : William Shakespeare, d'après sa pièce éponyme
- Société de production : Le Film d'art
- Société de distribution : Pathé Frères (USA), Pathé Frères (France)
- Langue : français
- Format : Noir et blanc – 1,33:1 – 35 mm – Muet
- Genre : Drame
- Durée : 325 mètres (1 bobine)
- Dates de sortie : 
  - France : 3 décembre 1909
  - États-Unis : 4 juin 1910

## Distribution
- Paul Mounet : Macbeth
- Jeanne Delvair : Lady Macbeth